# Église Saint-Hernin de Locarn
L'église Saint-Hernin est une église catholique située à Locarn, en France.

## Localisation
L'église est située dans le département français des Côtes-d'Armor, sur la commune de Locarn.

## Historique
La croix de cimetière  fait l'objet d'une inscription au titre des monuments historiques par arrêté du 31 mars 1926. 
L'église et cimetière qui l'entoure font l'objet d'une inscription au titre des monuments historiques par arrêté du 22 juin 1964.
Elle abritait le trésor de Locarn, aujourd'hui présenté à la maison du patrimoine de Locarn.